# Biblioteca dels Safareigs
La Biblioteca dels Safareigs és una de les biblioteques municipals de Sabadell. La gestiona l'Ajuntament de Sabadell en conveni amb la Diputació de Barcelona i forma part de la Xarxa de Biblioteques Municipals de la província de Barcelona i del Sistema de Lectura Pública de Catalunya. Situada al carrer Papa Pius XI, 165 de Sabadell, al barri de la Creu Alta, és un equipament del Districte 2 de Sabadell i actua com a enllaç amb el sistema municipal de biblioteques públiques. L’edifici disposa d’un únic espai amb una superfície útil de 563 m2, amb gairebé 76 punts de lectura i treball i una capacitat per a més de 25.000 documents. La construcció interior manté com a tret singular el manteniment d’una de les estructures dels antics safareigs. A partir del mobiliari s’han creat les següents zones: servei d’informació i préstec, àrea infantil, àrea de diaris i revistes, àrea de música i cinema, àrea general de coneixement i de ficció, espai polivalent i zones de treball intern.
La Biblioteca dels Safareigs disposa d'un fons especial sobre el món dels viatges i les activitats de turisme actiu. Inclou recursos d'informació geogràfica, guies de viatge, de conversa, recursos d'informació geogràfica, mapes i plànols, les revistes més rellevants de la temàtica, literatura de viatges i expedicions, i informació sobre esports de muntanya i d'aventura. L'abast d'aquest fons és internacional, encara que es redueix a Catalunya i Espanya a l'apartat de turisme actiu. La biblioteca també disposa d'una secció de fons especial infantil. Aquest fons reforça una xarxa d'interessos ciutadans amb la Unió Excursionista de Sabadell (UES), el Servei General d'Informació de Muntanya (SGIM) i l'Associació per la Defensa i l'Estudi de la Natura (ADENC) de la ciutat de Sabadell. La Biblioteca dels Safareigs disposa d'un centre d'interès en teatre, dansa i circ motivat per la seva proximitat física i la seva relació amb el centre de producció artística Ca l'Estruch i el teatre Sant Vicenç del barri. Inclou recursos d'informació sobre les diferents arts tractades: història i crítica, pràctica, formació, posada en escena, metodologia... i una selecció de textos teatrals i d'audiovisuals. La biblioteca també disposa d'una secció de fons especial infantil. A més, la biblioteca conserva els documents que fan referència al municipi de Sabadell (col·lecció local).

## Història
La Biblioteca dels Safareigs va ser inaugurada el 26 de maig de 2006. Es tracta d’un edifici aïllat d’una sola planta de forma triangular de més de 600 m2. Va ser construït l’any 1913 per l’arquitecte modernista Josep Renom. Es tracta d’una edificació característica dels processos d’equipament de la ciutat a començaments de segle xx, abans del subministrament públic de l’aigua. A partir de la progressiva instal·lació d’aigua corrent als habitatges, la utilització va decaure fins a ser tancats. Durant uns anys l’espai va ser utilitzat per magatzems municipals.
La seva rehabilitació es va iniciar l’any 2002. S’ha restaurat respectant i conservant els elements arquitectònics originals i afegint les comoditats i els serveis necessaris propis d’una biblioteca. Aquestes obres han permès recuperar un equipament patrimonial i alhora donar-li un ús per a la ciutadania.